# 德雷克體育場 (加利福尼亞大學洛杉磯分校)
德雷克體育場（英語：Drake Stadium）是一座位於美國加州洛杉磯的運動場，為加州大学洛杉矶分校棕熊队的男子和女子田徑校隊的主場。體育場建於1969年，命名於田徑校隊傳奇埃爾文·C·德雷克。
棕熊队的男子及女子足球隊曾使用德雷克體育場作為球隊主場，直到於2018年搬遷到Wallis Annenberg Stadium。

## 外部連結

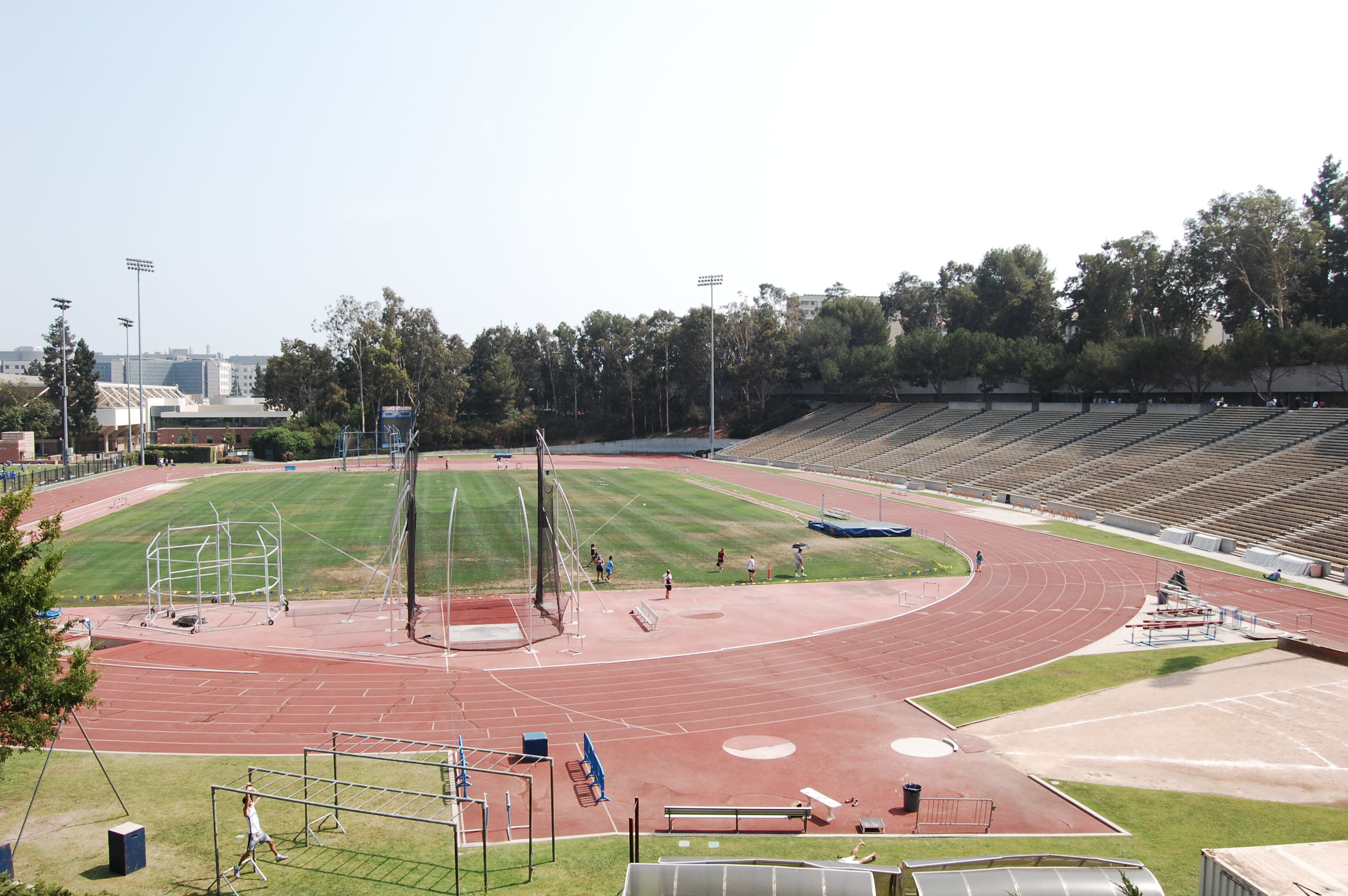
德雷克體育場

- Drake Stadium at UCLA

34°04′19″N 118°26′54″W / 34.071985°N 118.44825°W